# Ход конём (пещера)
Ход конём (КН 444-4) — карстовая (вымывная) шахта (пещера вертикального типа) в Крыму на Чатыр-Даге. Протяжённость — 278 м, глубина — 217 м, площадь — 100 м², объём — 1800 м³, высота входа — 1050 м, категория сложности 3А. Это глубочайшая на Чатыр-Даге шахта.
Вход расположен на борту карстовой воронки. Входное 85-метровая шахта через систему узких лазов выводит в серии каскадных колодцев глубиной 8-20 м. С глубины 160 м начинается крутонаклонный ход с каскадами 2-5 м и колодцами 10-17 м. Шахта заложена в верхнеюрских известняках. Стены корродированы, местами покрыты натеками. На глубине 85 м и 170 м шахта раскрывает древние карстовые полости, заполненные желто-бурой глиной с большими кристаллами исландского шпата.

## История открытия

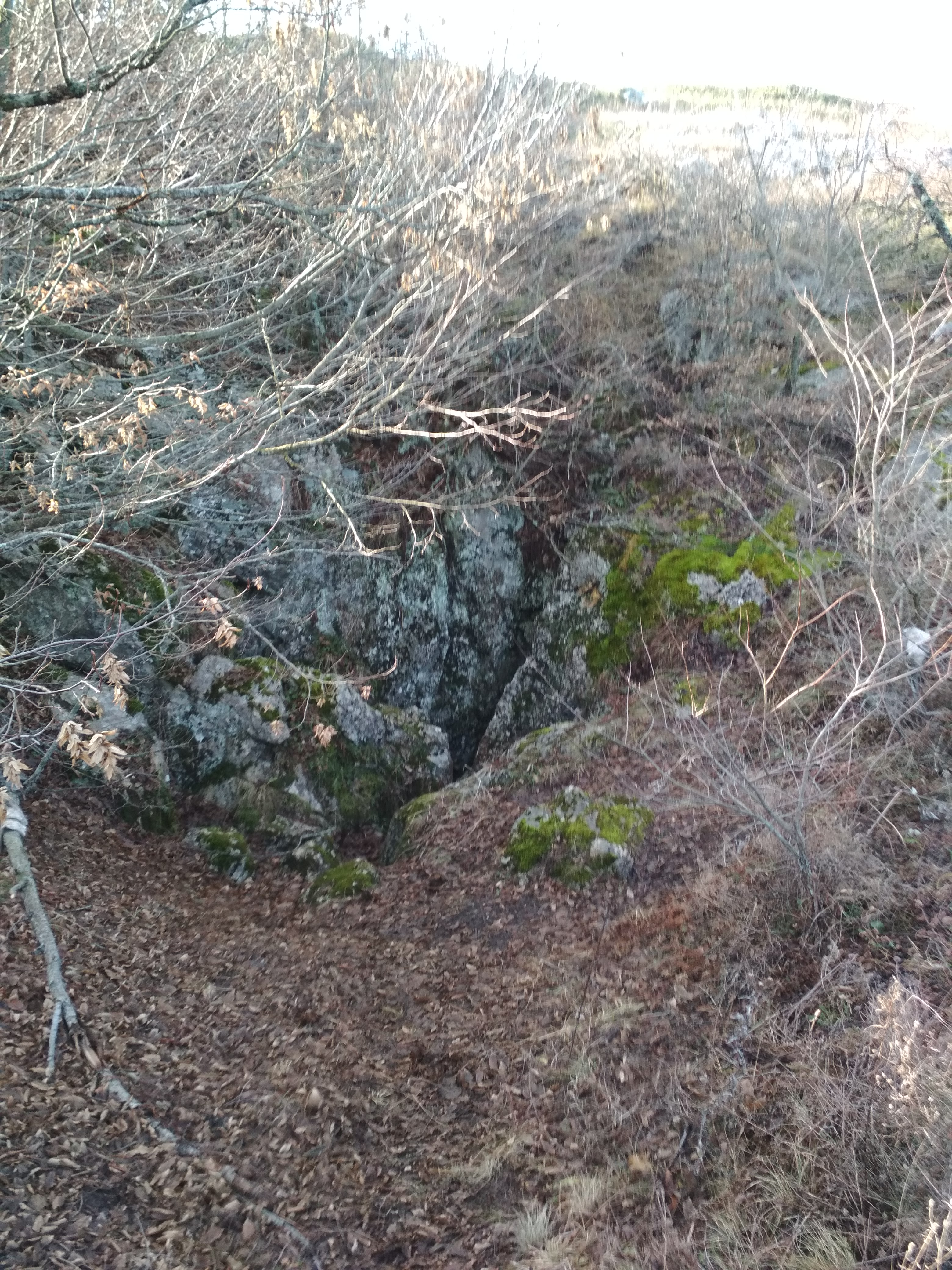
Карстовая воронка
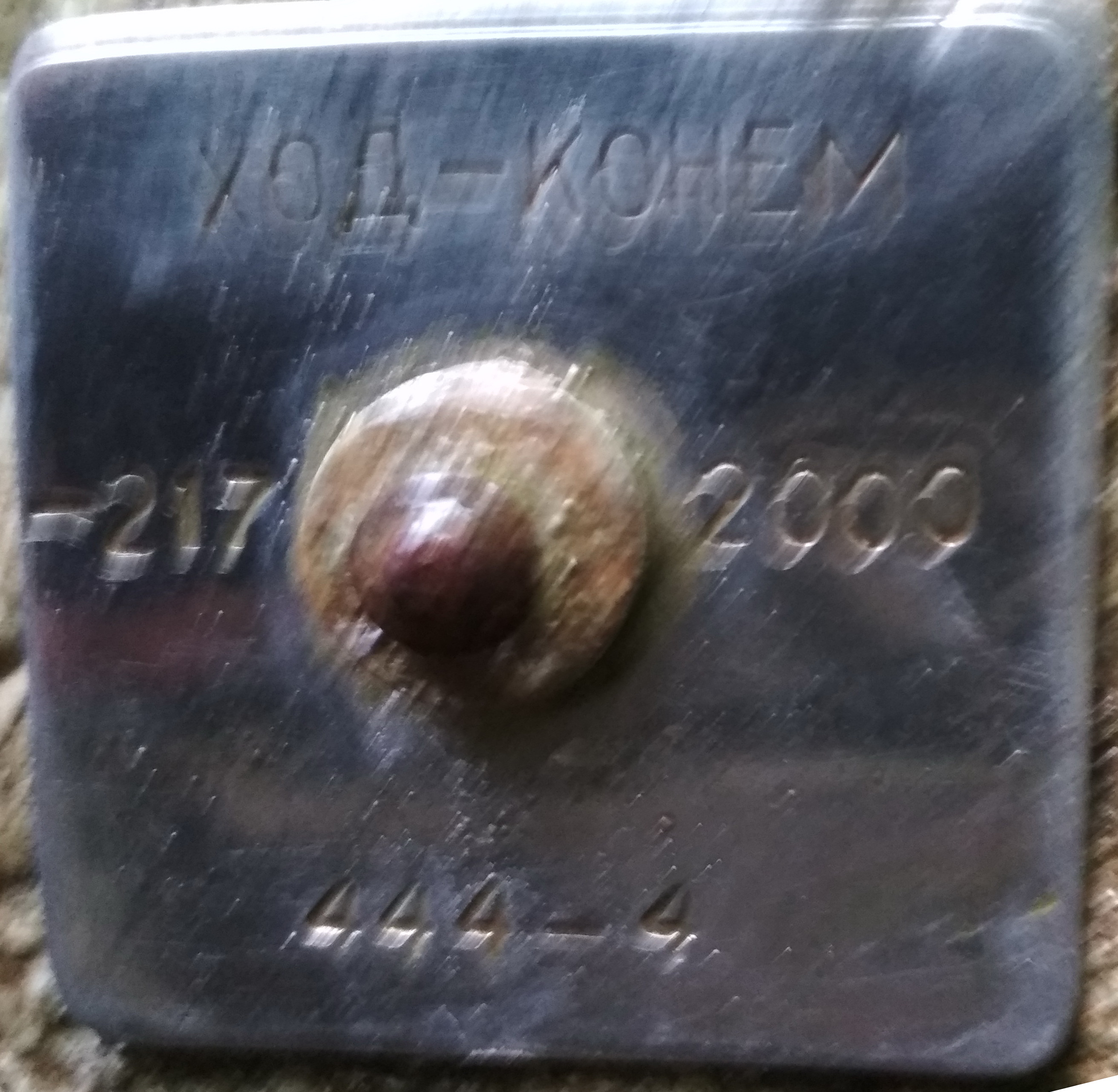
Маркировка с кадастровым номером
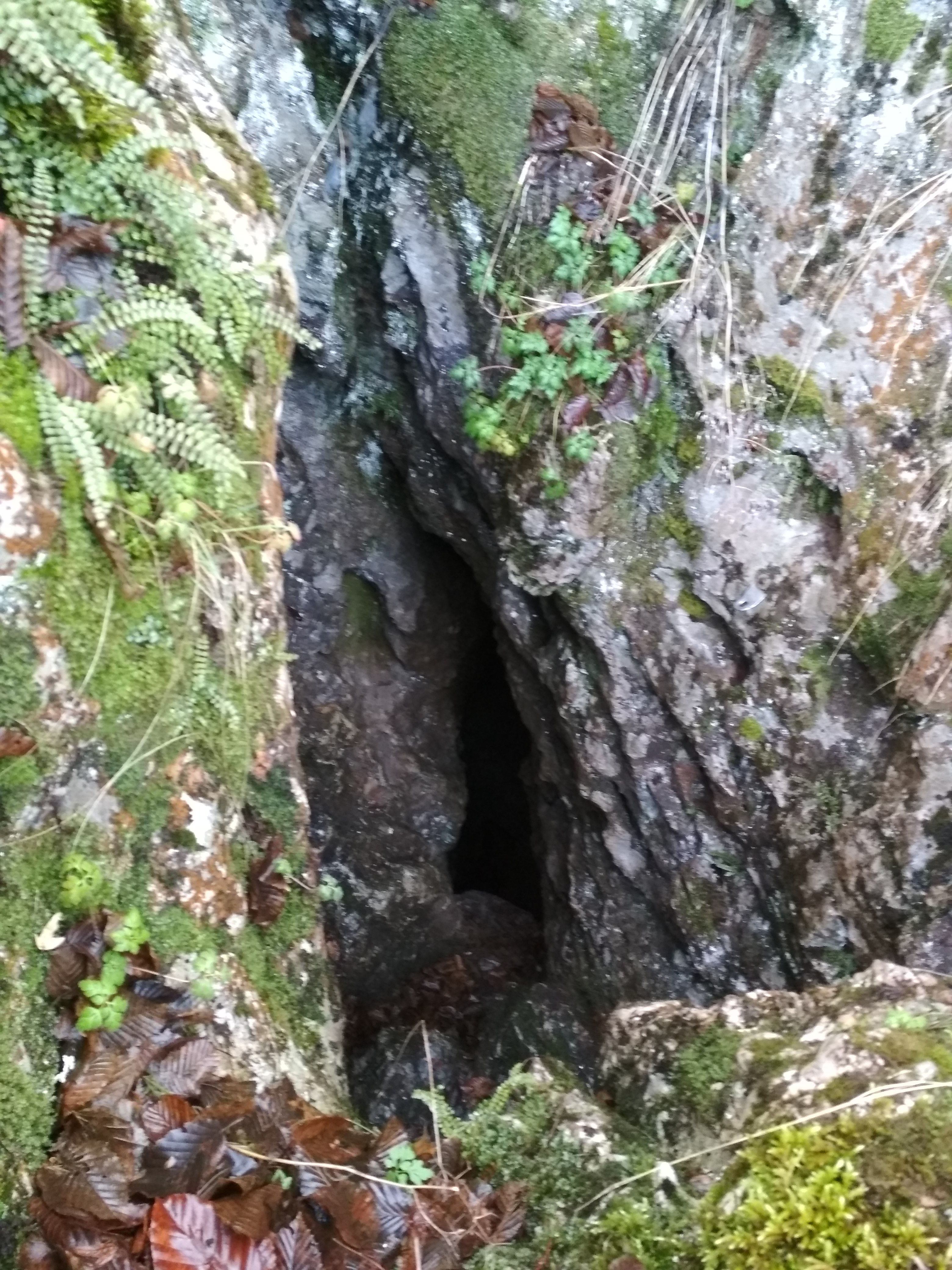
Вход

Открыта в 1956 г. К. Аверкиевым, в 1959 г. исследована Комплексной большой карстовой экспедицией в глубины 155 м (руководитель В. Н. Дублянский), в 1966 г. симферопольскими спелеотуристами до глубины 210 м (руководитель Ю. Корнись). Материалы для описания предоставил В. Н. Дублянский.
Первые исследователи «Хода конём» надеялись через него проникнуть в соседнюю шахту — Бездонную. Но попытка достичь её дна не имела успеха — в то время (1958 г.) ещё не хватало снаряжения. Гуляя как-то по яйле, симферопольский скалолаз и «пещерник» Константин Аверкиев неподалеку от Бездонной наткнулся на новую шахту. У него возникло предположение, что обе шахты, имея совместный водосбор, в глубине соединяются каким-то ходом. Он обнаружил, что узкий вход шахты переходит сразу в 80-метровый вертикальный пролёт, заканчивающийся небольшой площадкой, пол которого был обильно устлан слоем известняковой щебёнки.
В дальнем конце его наклонный извилистый ход переходит в серию вертикальных колодцев, чередующихся с горизонтальными лазами. Горловины колодцев имеют вид узких трещин. Одно из таких «калибровочных отверстий» на глубине 156 м прервало задуманную комбинацию. И лишь через десять лет уже молодое поколение спелеологов, используя молоток и зубила, преодолело этот и другие трещинные лазы и достигло глубины 213 м. Связи между двумя шахтами не существовало. А за этой шахтой так и закрепилось необычное название — «Ход конём».

## Ресурсы Интернета
- Провалов Д. Пещера «Ход конём»
- Перечень классифицированных пещер